# 1960年中國小姐選拔
1960年中國小姐選拔舉行於1960年4月2日，為台灣第一次選美活動；也被部分人稱之為「中國」（指中華民國）舉行的第一次選美活動。經過預賽複賽及決賽選拔後，籍貫台灣高雄的林靜宜(台灣)當選第一屆中國小姐，第二名至第五名分別為：葉睦秋、汪麗玲、沈斐文及李秀英 (台灣)
該選美冠軍林靜宜後參加多項世界性選美大賽，不過均未獲得名次。另外，該選拔第五名李秀英第二年捲土重來，獲得在台灣舉行的1961年中國小姐選拔后座（共取三位冠軍），並輾轉成為1961年英國倫敦世界小姐亞軍后座。